# Giovanni da Verrazzano
«Джованні да Верраццано» (італ. Giovanni da Verrazzano) — ескадрений міноносець типу «Навігаторі» Королівських ВМС Італії часів Другої світової війни.

## Історія творення
Корабель був закладений 17 серпня 1927 року на верфі «Cantieri del Quarnaro» у Фіуме. Свою назву отримав на честь італійського мореплавця XVI століття Джованні да Верраццано. Спущений на воду 15 грудня 1928 року.
Ще під час побудови в конструкцію кораблів типу «Навігаторі» були внесені певні зміни, і на недобудованому кораблі була проведена так звана «перша модернізація». Корабель вступив у стрій 25 вересня 1930 року.

## Історія служби

### Довоєнна служба
До 1933 року корабель базувався в Таранто і входив до складу резервної дивізії, згодом — до складу 2-ї флотилії есмінців 2-ї ескадри. У 1936—1937 роках був включений до складу 1-ї ескадри і базувався в Ла-Спеції. У цей час здійснив декілька походів до берегів Іспанії.
У 1936 році «Джованні да Верраццано» та «Ніколозо да Рекко» були передані Військово-морській академії в Ліворно для штурманської практики курсантів.
15 вересня 1938 року всі кораблі типу «Навігаторі» були перекласифіковані в есмінці. «Джованні да Верраццано» разом з «Антоніо Пігафетта», «Ніколо Дзено» та «Альвізе да Мосто» був включений до складу XV ескадри есмінців. Це з'єднання базувалось на острові Лерос, і зоною його відповідальності буди Додеканеські острови в Егейському морі.
Влітку 1939 року корабель знову був переданий в розпорядження Військово-морської академії.
З 1 травня по 30 серпня 1940 року корабель проходив 2-гу модернізацію в Ла-Спеції.

### Друга світова війна
ЗІ вступом Італії у Другу світову війну у 1940 році XV ескадра есмінців базувалась у Бріндізі і підпорядковувалась 8-й дивізії крейсерів. Ескадра залучалась до постановок мін, супроводу конвоїв, пошуку ворожих підводних човнів.
З 19 по 23 квітня 1941 року 7 дивізія крейсерів («Еудженіо ді Савойя», «Дука д'Аоста», «Муціо Аттендоло», «Раймондо Монтекукколі») та есмінці «Альвізе да Мосто», «Ніколозо да Рекко», «Емануеле Пессаньо», «Джованні да Верраццано», «Антоніо Пігафетта» і «Ніколо Дзено» здійснили постановки мінних полів «S 11», «S 12» ed «S 13» біля мису Бон. 23-24 квітня ці ж кораблі виставили ще 700 мін. 1 травня була здійснена постановка мінного поля «Т» на північний схід від Триполі.
3 червня 7-ма («Еудженіо ді Савойя», «Дука д'Аоста», «Муціо Аттендоло») і 4-та («Альберто да Джуссано», «Джованні делле Банде Нере») дивізії крейсерів разом з есмінцями «Альвізе да Мосто», «Антоніо Пігафетта», «Джованні да Верраццано», «Ніколозо да Рекко», «Антоніотто Узодімаре», «Вінченцо Джоберті» і «Шірокко» поставили два мінних поля на північний схід від Триполі. Саме на цих мінних полях 19 грудня 1941 року підірвалось З'єднання K — крейсер «Нептьюн» та есмінець «Кандагар» загинули, крейсери «Пінелопі» і «Аврора» були пошкоджені.
28 червня крейсери «Муціо Аттендоло», «Дука д'Аоста» та есмінці «Альвізе да Мосто», «Антоніо Пігафетта», «Джованні да Верраццано», «Ніколозо да Рекко» та «Еммануеле Пессаньо» поставили мінні поля «S 2» у Сицилійській протоці.
7 липня крейсери «Муціо Аттендоло», «Дука д'Аоста», «Банде Нере», «Альберто да Джуссано» та есмінці «Альвізе да Мосто», «Антоніо Пігафетта», «Еммануеле Пессаньо», «Ніколозо да Рекко», «Джованні да Верраццано», «Маестрале», «Грекале» і «Шірокко» здійснили ше одну постановку мін в Сицилійській протоці.
Починаючи з листопада 1941 року, «Джованні да Верраццано» залучався до охорони лівійських конвоїв.
14 листопада «Джованні да Верраццано» та «Антоніо Пігафетта» супроводжували з Таранто до Бенгазі конвой транспортів «Чітта ді Наполі» та «Чітта ді Дженова».. На зворотному шляху есмінці супроводжували пошкоджений підводний човен «Атропо».
29 листопада «Джованні да Верраццано» супроводжував транспорт з Таранто в Бенгазі. 1 грудня він врятував 66 чоловік з допоміжного крейсера «Адріатіко», потопленого кораблями британського З'єднання K.
З січня по травень 1942 року корабель пройшов ремонт та модернізацію, під час якої було частково змінене озброєння та встановлена гідроакустична станція.
Після завершення ремонту есмінець супроводжував конвої в Егейському морі, а восени повернувся до супроводу конвоїв у Лівію та постановки мінних полів.

### Загибель
17 жовтня 1942 року з Неаполя вийшов конвой з 3 транспортів, які супроводжували «Джованні да Верраццано», «Антоніо Пігафетта» та «Віченцо Джоберті». Кораблі зустрілись з іншим конвоєм, який рухався з Палермо і складався з танкера «Сатурно», есмінців «Антоніо да Нолі», «Аскарі» і «Нікола Фабріці».
19 жовтня, коли конвой перебував південніше острова Пантеллерія, близько 13:00 він був атакований британським підводним човном «Анбендінг». Перша торпеда влучила у пароплав «Беппе» (який затонув о 13:45). Потім підводний човен випустив торпеди по «Джованні да Верраццано». Від першої торпели есмінець зумів ухилитись, але наступна влучила в кормову частину корабля, завдавши йому серйозних пошкоджень.
Близько 14:50 «Джованні да Верраццано» затонув у точці з координатами 33°52′ пн. ш. 12°02′ сх. д. / 33.867° пн. ш. 12.033° сх. д.. Загинуло 20 членів екіпажу.
Загалом за час війни «Джованні да Верраццано» здійснив 148 місій, пройшовши більше 42 0000 миль.